# 43 (tal)
43 er et ulige heltal og det naturlige tal, som kommer efter 42 og efterfølges af 44.

## Matematik
43 er
- det 14. primtal og primtalstvilling med 41.

## Andet
Desuden er 43:
- atomnummeret på grundstoffet technetium.
- international telefonkode for Østrig.